# Чемпионат Швейцарии по футболу 2020/2021
Суперлига 2020/2021 — 124-й сезон чемпионат Швейцарии по футболу. Начался 19 сентября 2020 года и завершился 21 мая 2021 года.
Чемпионский титул отстаивал «Янг Бойз».

## Клубы-участники

### Изменения в таблице
- По итогам розыгрыша Челлендж-лиги[англ.] в Суперлигу вышли:
  -  «Лозанна» (1-е место/ спустя 2 года).
  -  «Вадуц» (2-е место/ спустя 3 года).

- По итогам прошлого сезона в Челлендж-лигу выбыли:
  -  «Ксамакс» (10-е место/ спустя 2 года).
  -  «Тун (футбольный клуб)» (9-е место/ спустя 10 лет).

| Клуб         | Город        | Стадион (вместимость)         | Главный тренер    |
| ------------ | ------------ | ----------------------------- | ----------------- |
| Базель       | Базель       | Санкт-Якоб Парк (38 512)      | Чириако Сфорца    |
| Вадуц        | Вадуц        | Райнпарк (7 838)              | Марио Фрик        |
| Лозанна      | Лозанна      | Олимпик де ла Понтез (15 850) | Джорджо Контини   |
| Лугано       | Лугано       | Корнаредо (10 500)            | Маурицио Якобаччи |
| Люцерн       | Люцерн       | Свисспорарена (16 800)        | Фабио Челестини   |
| Санкт-Галлен | Санкт-Галлен | АФГ Арена (20 300)            | Петер Цайдлер     |
| Серветт      | Женева       | Стад де Женев (30 084)        | Ален Гейгер       |
| Сьон         | Сьон         | Турбийон (20 200)             | Марко Уолкер      |
| Цюрих        | Цюрих        | Летцигрунд (23 605)           | Массимо Риццо     |
| Янг Бойз     | Берн         | Стад де Сюисс (31 783)        | Херардо Сеоане    |

## Турнирная таблица
| М  | Команда      | И  | В  | Н  | П  | Мячи    | ±   | О  | Примечания                                          |
| -- | ------------ | -- | -- | -- | -- | ------- | --- | -- | --------------------------------------------------- |
| 1  | Янг Бойз     | 36 | 25 | 9  | 2  | 74 − 29 | +45 | 84 | 2-й квалификационный раунд Лиги чемпионов 2021/22   |
| 2  | Базель       | 36 | 15 | 8  | 13 | 60 − 53 | +7  | 53 | 2-й квалификационный раунд Лиги Конференций 2021/22 |
| 3  | Серветт      | 36 | 14 | 8  | 14 | 45 − 56 | −11 | 50 | 2-й квалификационный раунд Лиги Конференций 2021/22 |
| 4  | Лугано       | 36 | 12 | 13 | 11 | 40 − 42 | −2  | 49 |                                                     |
| 5  | Люцерн       | 36 | 12 | 10 | 14 | 62 − 59 | +3  | 46 | 3-й квалификационный раунд Лиги Конференций 2021/22 |
| 6  | Лозанна      | 36 | 12 | 10 | 14 | 52 − 55 | −3  | 46 |                                                     |
| 7  | Санкт-Галлен | 36 | 11 | 11 | 14 | 45 − 48 | −3  | 44 |                                                     |
| 8  | Цюрих        | 36 | 11 | 10 | 15 | 53 − 57 | −4  | 43 |                                                     |
| 9  | Сьон         | 36 | 8  | 14 | 14 | 48 − 58 | −10 | 38 | Стыковые матчи                                      |
| 10 | Вадуц        | 36 | 9  | 9  | 18 | 36 − 58 | −22 | 36 | Вылет в Челлендж-лигу 2021/22                       |

И — игры, В — выигрыши, Н — ничьи, П — проигрыши, Мячи — забитые и пропущенные голы, ± — разница голов, О — очки

## Стыковые матчи

### Первый матч
| Тун             | 1–4     | Сьон                                                |
| --------------- | ------- | --------------------------------------------------- |
| - Саланович 89′ | (отчёт) | - Оаро 13′, 63′ (пен.) - Тозетти 15′ - Улдрикис 86′ |

### Второй матч
| Сьон               | 2–3     | Тун                                       |
| ------------------ | ------- | ----------------------------------------- |
| - Тупта 30′, 45+2′ | (отчёт) | - Дзонлагич 3′ - Шмидт 38′ - Хавенаар 55′ |

Сьон сохранил место в Суперлиге, победив с общим счётом 6–4.